# القمر القرميدي (رواية)
القمر القرميدي (بالإنجليزية:The Brick Moon)، هي رواية للكاتب الأمريكي إدوارد إيفريت هيل، نُشرت على شكل سلسلة في مجلة (ذا أتلانتيك) ابتداءً من عام 1869. وهي من نوع الخيال التأملي واحتوت على أول تصور معروف لإطلاق قمر صناعي.

## عن الرواية
تصنف رواية (القمر القرميدي) أحيانا على أنها مجلة، وهي تصف عملية بناء وإطلاق كرة قطرها 200 قدم مبنية من الطوب إلى مدار الأرض، صممت الكرة لتكون بمثابة مساعدة ملاحية، وأُطلقت بوجود أشخاص على متنها بطريق الخطأ الذين كتب لهم النجاة، وهكذا تقدم الرواية أيضًا أول وصف خيالي معروف لمحطة فضائية، حتى أن المؤلف توقع بشكل صحيح فكرة الحاجة إلى أربعة أقمار صناعية مرئية فوق الأفق للملاحة، كما هو الحال في نظام تحديد المواقع العالمي الحديث.